# 하장초등학교
하장초등학교는 대한민국 강원특별자치도 삼척시 하장면 광동리에 있는 공립 초등학교이다.

## 학교 연혁
- 1936년 6월 30일 삼척군 하장공립보통학교 개교
- 1938년 6월 30일 하장공립심상소학교로 개칭
- 1941년 3월 31일 하장공립국민학교로 개칭
- 1996년 3월 1일 하장초등학교로 개칭
- 1999년 3월 1일 역둔분교장 편입, 번천분교장 통폐합
- 1999년 9월 1일 갈전분교장, 토산분교장 편입
- 2002년 3월 1일 토산분교장 통폐합
- 2011년 3월 1일 갈전분교장 통폐합
- 2015년 3월 1일 본교 4학급(특수학급 1포함), 역둔분교장 2학급 편성
- 2015년 9월 1일 제32대 김정옥 교장 취임
- 2016년 2월 4일 제77회 졸업(총 3,367명)
- 2017년 2월 10일 제78회 졸업(총 3,370명)
- 2017년 3월 1일 역둔분교장 통폐합
- 2017년 9월 1일 3학급(복식학급) 편성
- 2017년 9월 1일 제33대 신종국 교장 취임

## 참고 자료
- 하장초등학교 - 한국교육학술정보원 학교알리미